# ویرلا پاونیس
ویرلا پاونیس (نام علمی: Virola pavonis) نام یک گونه از فرمانرو گیاه است.